# يانوح
يانوح هي إحدى القرى اللبنانية من قرى قضاء جبيل في محافظة جبل لبنان.

## موقعها الجغرافي
تقع على علو 1200م فوق سطح البحر. تقع على منحدرات جبل جبة المنيطرة، خمسة كيلومترات شرق مدينة قرطبة على الضفة اليمنى لمجر نهر أدونيس، والمعرف اليو باسم نهر إبراهيم.

## تاريخها
يقع في يانوح أثار «تل الخرايب» الذي يعود إلى القرن الثالث ماقبل الميلاد ويدل على وجود قرية قطرها 150 متر محاطة بسور دفاعي ومساحة سكنية تمتد صوب الجنوب. ويوجد حل التل مدافن تحت الأرض يحيطها حيطان مبنية بطوب متوازي الأضلاع. وتدل الأثار أن المنطقة كانت زراعية نشطة ما بين القرن الثالث عشر ما قبل الميلاد والقرن الرابع ما قبل الميلاد. كما وجدت أقدم الأثار الأرامية في لبنان على حجر محفور مكتوي عليه بالأرامية: «بيت الله» وعود لسنة 110 ق.م. شيد الرومان في يانوح معبد ديانا. وتم تدميره في الخقبة البيزنطية. ثم بنيت كنيسة مسيحية في القرن السابع م. ثم تحول المبنى إلى منسك. إزدهرت القرية أيام الأمويين، وخسرت بريقها أيام العباسيين. واشتوطنها الصليبيون فوصل عدد سكانخا إلى 3300 نسمة. وتوسعت المدينة سكنيا وزراعيا كما شيد كنيسة أضيفت للمنسك مما دفع البطريرك يوحنا عام 938 م. لجعلها المركز البطريركي. وسميت المكان باسم العذراء أنوش. وبعد المماليك، انتقل المركز البطريركي إلى ميفوق. في القرن الخامس عشر ميلادي، استوطنها الشيعة. ثم تركها أهلها إثر معارك القيسين واليزبكين لذلك تسميها الكنيسة باسم «الصحراء».